# لاليبيلا
لاليبيلا (بالأمهرية: ላሊበላ)‏ هي بلدة في منطقة أمهارا ، شمال إثيوبيا تشتهر بالكنائس المنحوتة في قطع من الصخور. تقدم كل من لاليبيلا شهادة استثنائية على حضارة القرون الوسطى وما بعد القرون الوسطى في إثيوبيا. لاليبيلا هي واحدة من أقدس المدن في إثيوبيا، والثانية فقط إلى أكسوم، ومركزا للحج. وعلى عكس أكسوم، فإن سكان لاليبيلا هم تقريبا معظهم من المسيحيين الذين يتبعون الكنيسة الأرثوذكسية الإثيوبية. وإثيوبيا واحدة من أقدم الدول التي اعتنقت المسيحية وذلك في النصف الأول من القرن الرابع، وتعود جذورها التاريخية إلى وقت الرسل. ويعود تاريخ بناء كنائسها من القرن السابع إلى القرن الثالث عشر، وتعود تاريخيا إلى عهد أسرة زاغو الملك جبري مسكل لاليبيلا (حوالي 1181-1221 م).
تقع لاليبيلا في منطقة سيمي ولو في منطقة أمهارا ، على ارتفاع 2500 متر فوق مستوى سطح البحر. وهي المدينة الرئيسية في لاستا وريدا ، والتي كانت في السابق جزءا من بوغنا وريدا. وتم الإعلان عن كنائس الصخرة - هيون كموقع للتراث العالمي لليونسكو في عام 1978.

## التاريخ

### الأصول
هناك بعض الجدل حول تاريخ بناء بعض الكنائس. فوفقًا للتقاليد المحلية، تأسست لاليبيلا (المعروفة تقليديًا باسم روها) في عهد سلالة زاغو، تحت حكم الملك جيبري مسقيل لاليبيلا (حكم حوالي 1181-1221 م)، على الرغم من أنه من المرجح أن الكنائس تطورت إلى شكلها الحالي على مدار عدة مراحل من البناء والتعديل في الهياكل الموجودة مسبقًا. وقد وضع ديفيد بوكستون التسلسل الزمني المقبول عمومًا، مشيرًا إلى أن "اثنتين منها تتبعان بدقة كبيرة في التفاصيل التقليد الذي يمثله ديبرا دامو كما تم تعديله في يمراهانا كريستوس." وبما أن الوقت الذي استغرقه نحت هذه الهياكل من الصخور الحية لا بد أنه استغرق وقتًا أطول من العقود القليلة من حكم جيبري مسقيل لاليبيلا، يفترض بوكستون أن العمل امتد إلى القرن الرابع عشر. ومع ذلك، فقد اقترح ديفيد فيليبسون، أستاذ علم الآثار الأفريقية في جامعة كامبريدج، أن كنائس مركوريوس وجبرائيل روفائيل وداناجيل قد نحتت في البداية من الصخر قبل نصف ألف عام، كتحصينات أو هياكل قصور أخرى بين عامي 600 و800 م، خلال أيام مملكة أكسوم، وأن اسم لاليبيلا ارتبط بها ببساطة بعد وفاته. ومن ناحية أخرى، ينسب المؤرخ المحلي غيتاشو ميكونين إلى مسكل كيبرا، زوجة لاليبيلا، بناء إحدى الكنائس المحفورة في الصخر، بيت ابا لبنوس، كنصب تذكاري لزوجها بعد وفاته.
اكتشفت الحفريات الأثرية الحديثة في لاليبيلا بقايا فخارية وحيوانية وفيرة يعود تاريخها إلى ما بين عامي 900 م و1100 م، مما يشير إلى أن الموقع كان إلى حد كبير مستوطنة علمانية قبل أن يتحول إلى مركز ديني على يد الملك جيبري مسقيل لاليبيلا. كما عُثر على أفاريز حيوانية منحوتة قبل المسيحية على الجدران السفلية لكهف واشا ميكائيل، وأضيفت بعد ذلك لوحات مسيحية على الجدران العلوية، مما يشير إلى أن هذه المنطقة كانت لا تزال تمر بعملية تنصير خلال هذه الفترة.

## معرض الصور

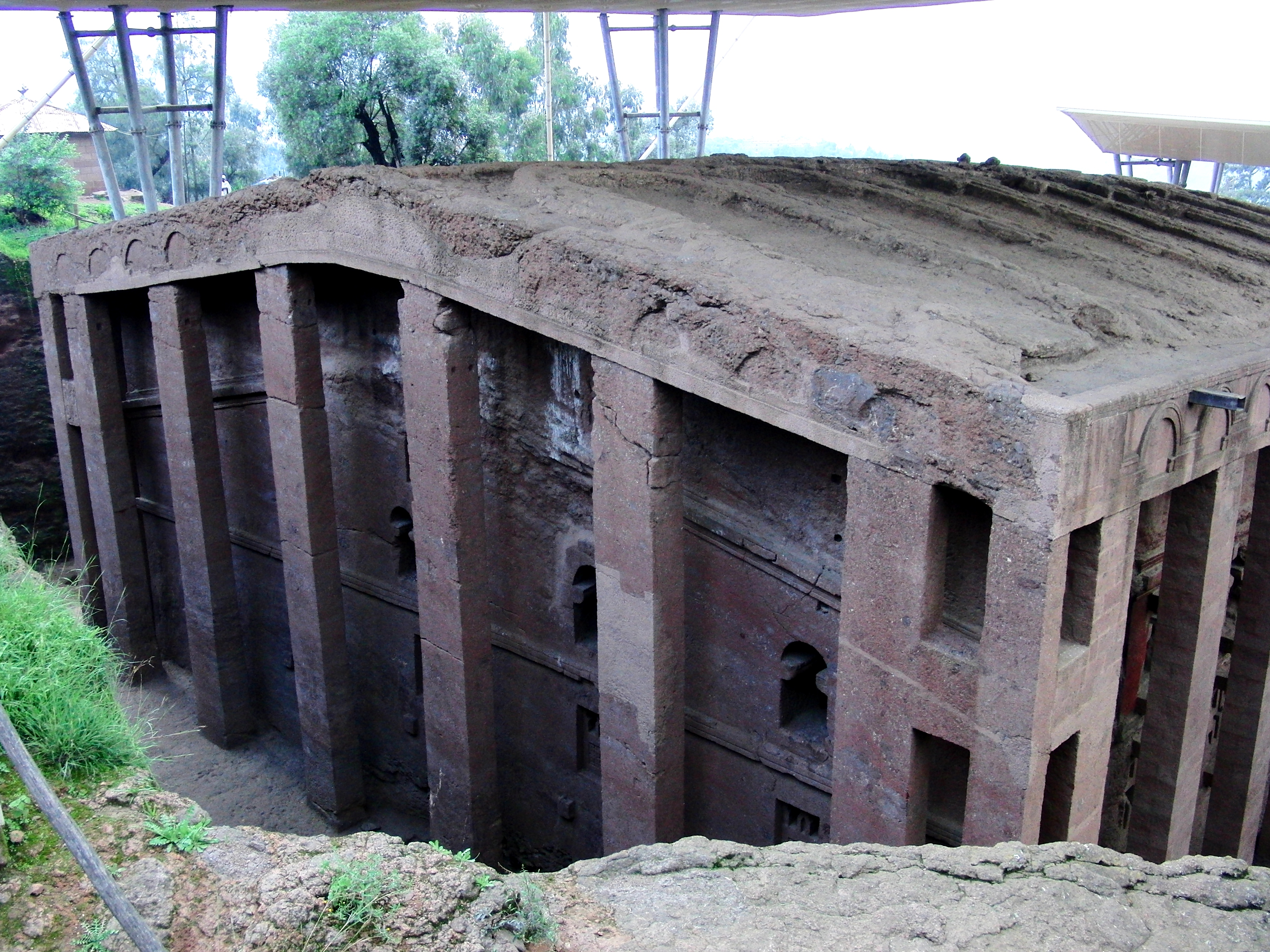
Bete Medhane Alem
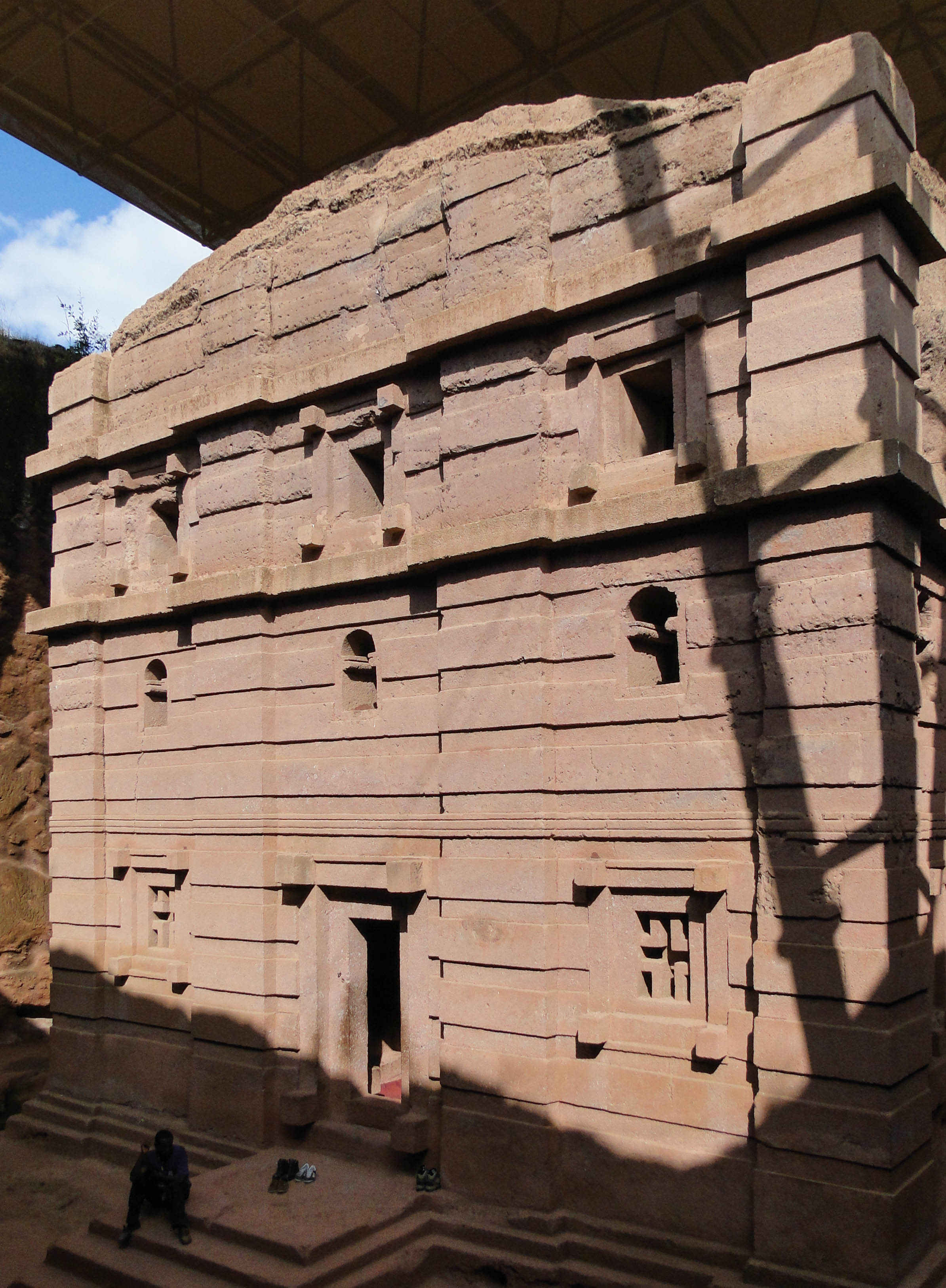
Bete Amanuel
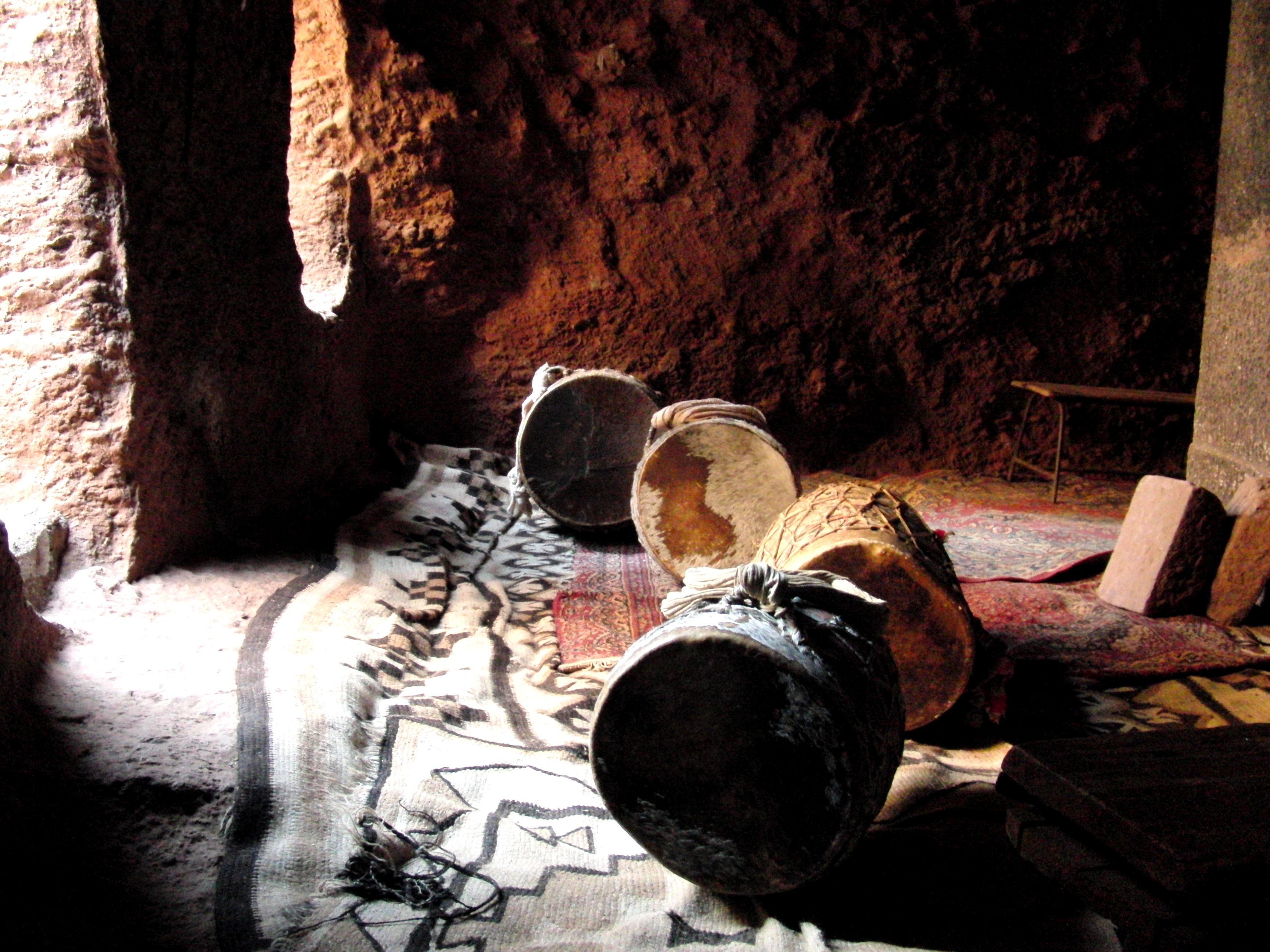
Ritual drums in a side track of Bete Giyorgis
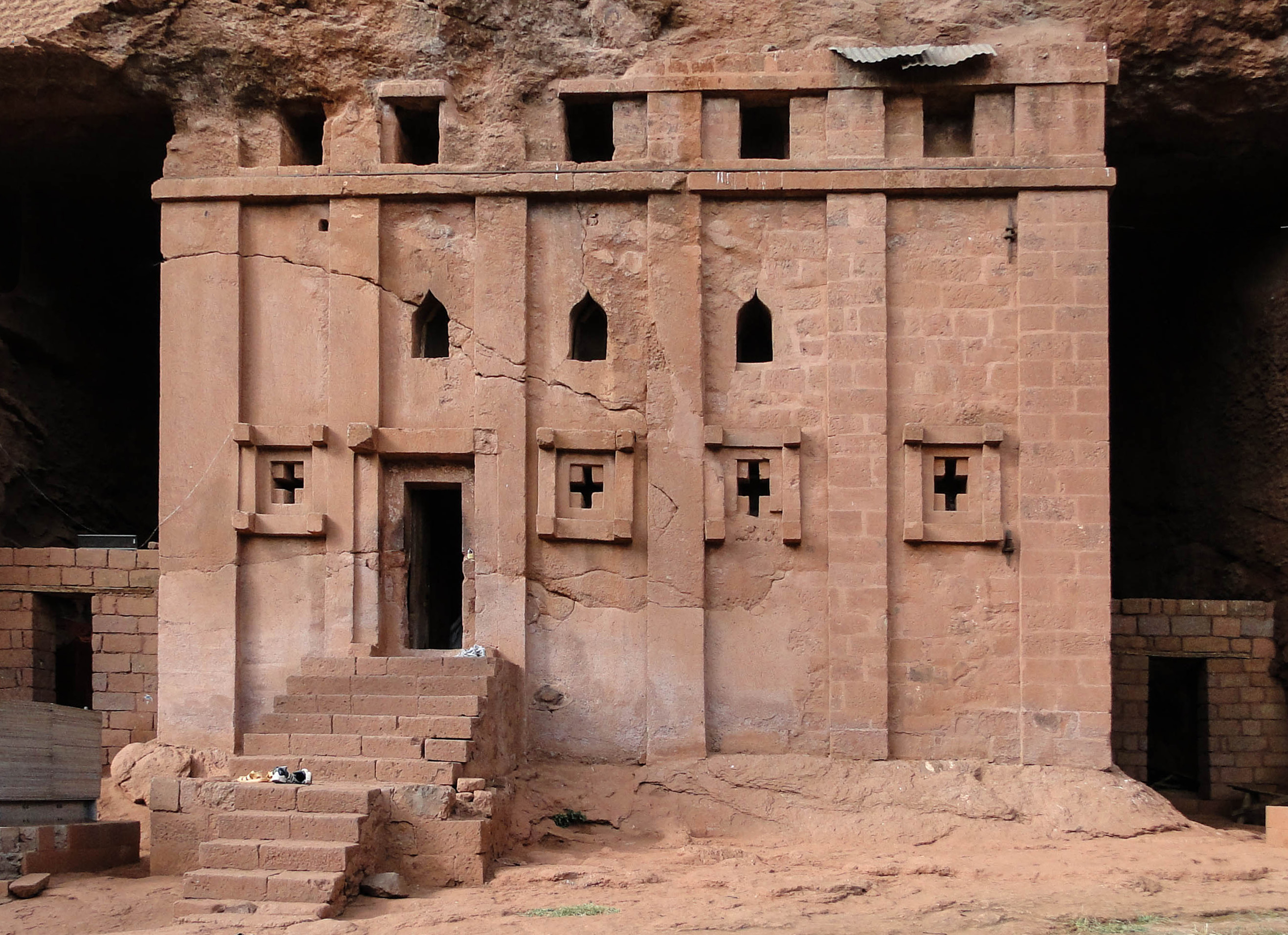
Bete Abba Libanos
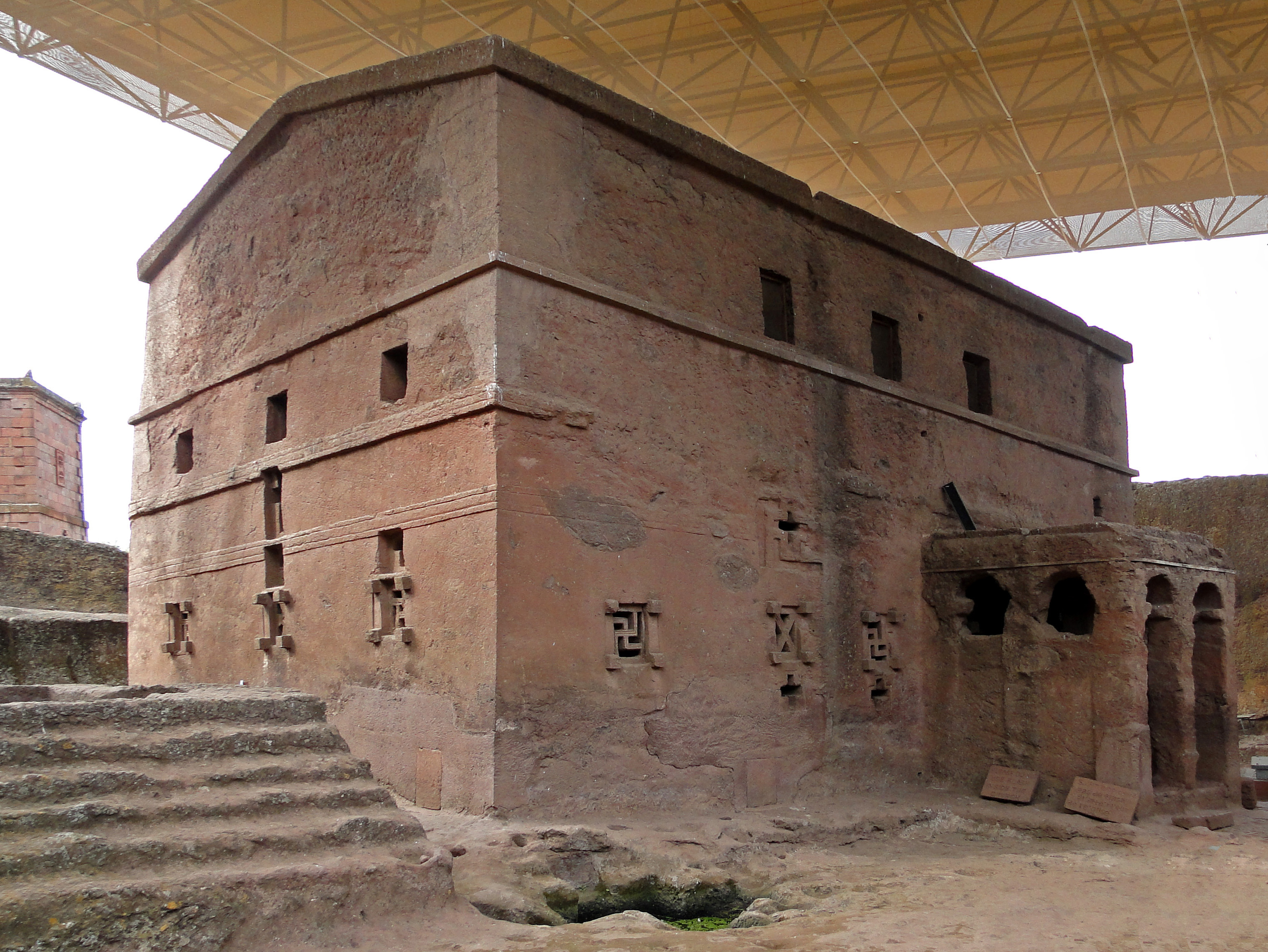
Bete Maryam

## مزيد من القراءة
- David W. Phillipson, Ancient Churches of Ethiopia (New Haven: Yale University Press, 2009). Chapter 5, "Lalibela: Eastern Complex and Beta Giyorgis"; Chapter 6, "Lalibela: Northern Complex and Conclusions"
- Sylvia Pankhurst, "Ethiopia: a cultural history" (Lalibela House, Essex, 1955). Chapter 9, "The monolithic churches of Lalibela"
- Paul B. Henze, "Layers of time: a history of Ethiopia" (Shama Books, Addis Ababa, 2004). Chapter 3: "Medieval Ethiopia: isolation and expansion"
- Hancock, Graham, Carol Beckwith & Angela Fisher, African Ark – Peoples of the Horn, Chapter I: Prayers of Stone/The Christian Highlands: Lalibela and Axum. Harvill, An Imprint of HarperCollinsPublishers, (ردمك 0-00-272780-3)

## روابط خارجية
- Visit Lalibela in 360° photosphere
- Ethiopian Treasures – Zagwe Dynasty, Rock-hewn Churches – Lalibela
- Lalibela, a city carved from legend
- www.imperialethiopia.org/history2.htm
- History of Lalibela churches
- UNESCO World Heritage Site
- Lalibela site page in the Aluka digital library
- Ethiopia – Timkat Celebration in Lalibela
- The recording of Bet Giorgis, a 12th century rock-hewn church in Ethiopia, GIS